# Amini, Lakshadweep
Amini là một thị trấn thống kê (census town) của quận Lakshadweep thuộc bang Lakshadweep, Ấn Độ.

## Nhân khẩu
Theo điều tra dân số năm 2001 của Ấn Độ, Amini có dân số 7340 người. Phái nam chiếm 51% tổng số dân và phái nữ chiếm 49%. Amini có tỷ lệ 71% biết đọc biết viết, cao hơn tỷ lệ trung bình toàn quốc là 59,5%: tỷ lệ cho phái nam là 78%, và tỷ lệ cho phái nữ là 65%. Tại Amini, 15% dân số nhỏ hơn 6 tuổi.